# Чернополье (Архангельская область)
Чернополье — деревня в Устьянском районе Архангельской области.

## География
Находится в южной части Архангельской области на расстоянии приблизительно 104 км на восток-северо-восток по прямой от административного центра района поселка Октябрьский на правом берегу реки Устья.

## История
По местным данным известна с начала XX века. До 2022 года входила в Синицкое сельское поселение до его упразднения.

## Население
Численность населения: 10 человек (русские 90 %) в 2002 году, 7 в 2010.